# Aries (astrología)
En astrología, Aries (♈︎) es el primer signo del zodíaco, el primero de naturaleza positiva / masculina y de cualidad cardinal.
Simboliza la energía y la fuerza y su símbolo representa el carnero. Pertenece junto a Leo y Sagitario al elemento fuego. Está regido por el planeta Marte. Su signo opuesto y complementario es Libra. Color dominante: rojo. Manilio dice que dios que tutela este signo es Minerva y que Aries rige la cabeza.
El signo se asocia al carnero, a la constelación de Aries (por lo menos desde el siglo I  a. C.) y al mito griego de Jasón y los argonautas. En este mito, Frixo y Hele fueron rescatados por un carnero y luego el animal es sacrificado en honor al dios Ares. El carnero simboliza la energía y fuerza de este signo zodiacal. Finalmente, Zeus en agradecimiento coloca al carnero en el cielo.

## Duración del signo

### En la astrología tropical
En la astrología tropical, basada en la división en doce partes iguales de 30 grados de la eclíptica, se considera que alguien es del signo Aries cuando nace aproximadamente entre el 21 de marzo y el 20 de abril. Estas fechas varían en función al huso horario del lugar de nacimiento y la fecha del inicio del año astrológico de cada año, dado por el momento del equinoccio de marzo o punto Aries. Debido a lo anterior, algunos años las fechas que definen el periodo que corresponde a Aries pueden variar y ser:
- del 19 de marzo al 19 de abril[12]
- del 21 de marzo al 20 de abril[1]
- del 20 de marzo al 19 de abril[12]
- del 20 de marzo al 20 de abril[13][14]

En el año 2025, el signo de Aries inició el 20 de marzo a las 09:01 h en UTC+0. Esta fecha de inicio se mantiene para las personas que residen en territorios cuyas zonas horarias van de UTC-9 a UTC+14, y para las personas en UTC-12 a UTC-10 Aries inició el 19 de marzo.

### En la astrología sideral
En la astrología sideral, basada en el tránsito del Sol sobre las constelaciones, se considera que alguien es de signo Aries cuando nace aproximadamente entre el 13 de abril y el 14 de mayo.

## Descripción
Aries es el primero de los doce signos zodiacales y el primero de la triplicidad de fuego, junto a los signos de Leo y Sagitario. Por ser el primer signo, está asociado al liderazgo. El signo rige la cabeza y el rostro. Su glifo se representa con los cuernos de un carnero; a veces se interpreta como una fuente de la cual brota agua hacia arriba.
Este signo pertenece a los llamados signos cardinales; junto con Cáncer, Libra y Capricornio se sitúa en los cuatro extremos de los puntos conocidos como equinoccios y solsticios del círculo zodiacal.

### Decanatos
De acuerdo a las triplicidades, Aries se divide en tres decanatos de 10 grados en el siguiente orden: el primer decanato regido (o gobernado) por el planeta Marte, el segundo por el Sol y el tercero por Júpiter.
De acuerdo a la astrología caldea según Claudio Ptolomeo, los decanatos para Aries son Marte, Sol y Venus.

## Etimología, origen y mitología
La palabra aries deriva de la latina arietis que significa borrego. La estrella principal de la constelación de Aries es Hamal (Alfa Arietis / HD 12929), que deriva de la palabra del idioma árabe rās al-ħamal (راس حمل) que significa «la cabeza del borrego».

### Origen

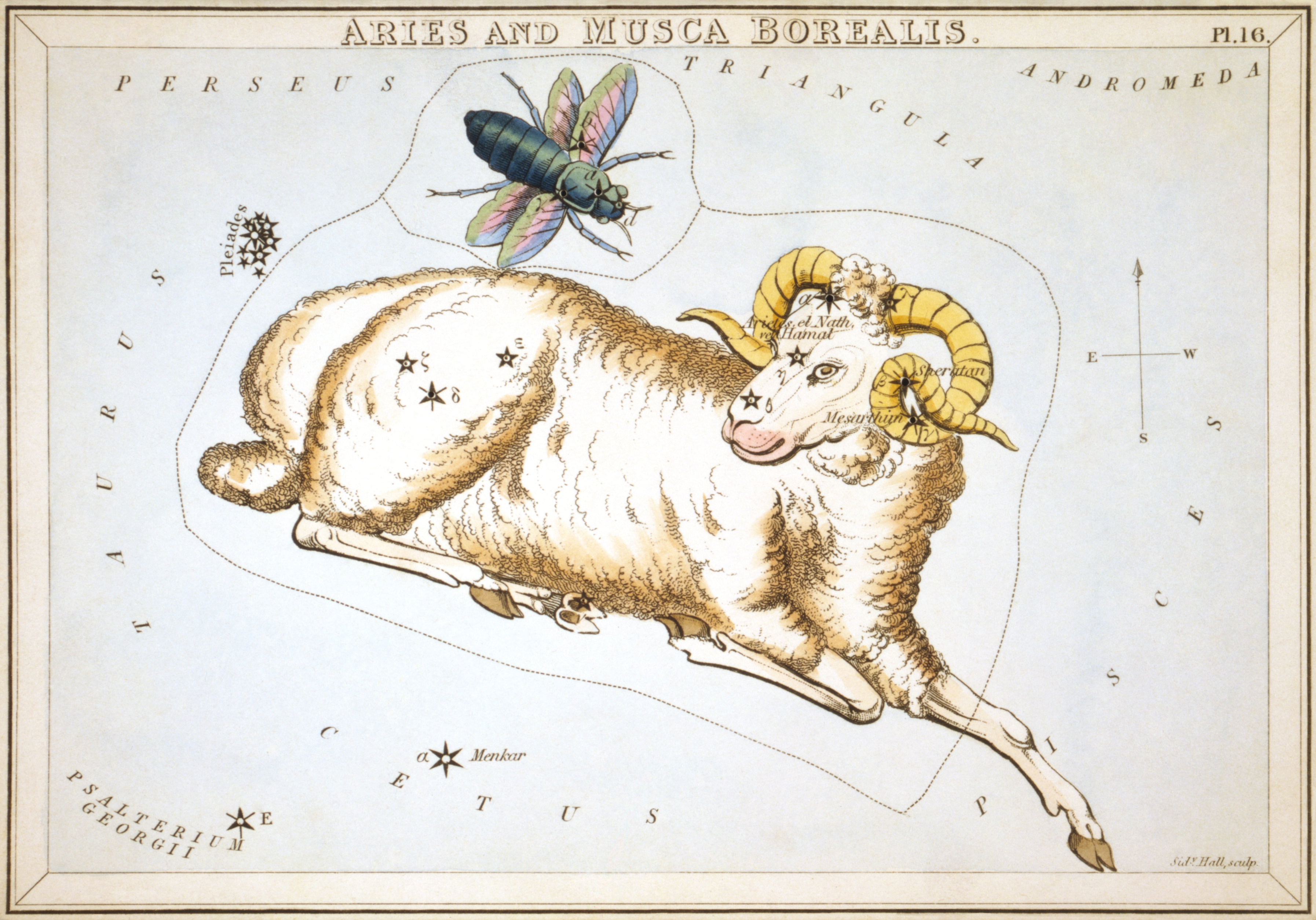
De acuerdo al mito griego de Jasón y los argonautas, Zeus colocó a Aries (el borrego) en el cielo nocturno.

Los signos del zodíaco son 12 divisiones de 30 grados de la eclíptica por lo que no corresponden ni deben ser confundidos con las agrupaciones de cuerpos celestes que son las constelaciones. No obstante, sí se asocian a constelaciones.
Se ha argumentado que el origen de Aries como signo zodiacal surge alrededor del 500 a. C. en Mesopotamia durante el imperio caldeo.  No obstante, ya alrededor del 2200 a. C. durante la época del imperio acadio se conocía el punto Vernal (conocido como punto Aries) como marcador celeste del equinoccio de marzo. Posteriormente, ya en la época caldea, al zodiaco de ocho constelaciones existente se le añaden los signos de Aries, Cáncer, Libra y Capricornio completando así las 12 divisiones en partes iguales de la rueda de los animales basándose en los puntos cardinales del Sol que determinan el inicio de las estaciones; esto es, los puntos que corresponden a los equinoccios y solsticios en el hemisferio norte.
El signo de Aries asociado al carnero ya se encuentra en el Zodiaco de Dendera del Templo dedicado a Hathor, diosa del amor y la fertilidad, en la ciudad de Dendera en Egipto. Se sitúa cronológicamente la elaboración del bajorrelieve de Dendera alrededor del 50 a. C.
En una gema de jaspe color verde oscuro del siglo III d. C. se ha grabado la palabra braxas debajo de un carnero saltando hacia la izquierda, la cabeza girada hacia la derecha y con la estrella creciente de ocho puntas. Esta gema se encuentra en el Museo Británico en Londres. Se considera que es una gema con atributos mágicos al estar inscrita con la referencia a Abraxas. Las gemas mágicas de la época con representaciones del carnero ariano son raras  y solo se ha encontrado una a la fecha, a diferencia de las gemas más comunes con imágenes grabadas de cangrejos, escorpiones, leones y cabras.

### Mitología griega
Es el escritor y general romano Germánico quien en el siglo I d. C., al hacer una traducción libre de los Fenómenos de Arato, asocia el mito del carnero alado crisómalo y el vellocino de oro en la historia de Jasón y los Argonautas a la constelación y signo de Aries.
El mito sobre el catasterismo del Carnero tiene tres variantes: 
- La versión más concocida nos dice que Frixo y Hele son hijos de Atamante, rey de Tesalia, y de Néfele. Tras quedar viudo, Atamante vuelve a casarse con Ino. Años después el reino sufre una etapa de hambruna y la reina decide sacrificar a los hermanos para terminar esta aciaga época. Néfele salva a los niños entregándoles un carnero con la lana dorada y dotado del don de la palabra. Los niños parten sobre él rumbo al Ponto Euxino, salvándoles la vida. Durante el viaje Hele cae al mar y se ahoga, dando su nombre a esa región marina, que pasará a llamarse Helesponto («mar de Hele»). Frixo llega a la Cólquida, cuyo rey Eetes lo acoge. Tras desollar el carnero, le entregó a Eetes la piel de oro para que la tuviese como recuerdo; el animal, por su parte, partió hacia las estrellas; ésta es la razón de que aparezca con un brillo muy escaso. O bien fue la propia Néfele quien puso la imagen del carnero en los cielos.[36]
- La segunda versión dice que mientras Dioniso partía hacía la campaña en África, él y su ejército se quedaron sin agua en el desierto. En el momento momento crítico apareció de repente un carnero que condujo a los soldados a un estanque de agua en un oasis y desapareció. Dioniso fundó allí un templo a Júpiter Amón, e hizo una estatua de Zeus con patas y cuernos de carnero (como se solía representar a Amón). Zeus mostró su gratitud al carnero colocándolo en los cielos. O bien el carnero apareció después de que Dioniso hubiera rogado a Zeus que le ayudara, y creó la primavera golpeando el suelo con su pezuña.[37]
- La tercera versión dice que el carnero fue colocado en el cielo para honrar a Dioniso por haber introducido la cría de ovejas, pero no se dan más detalles al respecto.[37]